# Циганков В'ячеслав Андрійович
В'ячесла́в Андрі́йович Циганко́в — підполковник Збройних сил України, що відзначився у ході російського вторгнення в Україну, Герой України з врученням ордена «Золота Зірка», учасник російсько-української війни.

## Життєпис
У ході російського вторгнення в Україну виконав спеціальне завдання у квітні 2022 року.

## Нагороди
- звання Герой України з врученням ордена «Золота Зірка» (2022) — за особисту мужність і героїзм, виявлені у захисті державного суверенітету та територіальної цілісності України, вірність військовій присязі.